# La Rosa Bianca - Sophie Scholl
La Rosa Bianca - Sophie Scholl (Sophie Scholl - Die letzten Tage) è un film del 2005 diretto da Marc Rothemund. Narra, in maniera aderente alla realtà dei fatti accaduti, la cattura, la breve prigionia, il processo e la condanna alla pena capitale subìti da Sophie Scholl e da suo fratello maggiore, oltre che da un loro amico, accusati di cospirazione contro il regime del Führer perché facenti parte del gruppo clandestino di opposizione denominato Rosa Bianca.

## Trama
Sophie Scholl è una studentessa universitaria che vive con il fratello maggiore, Hans Scholl, in un appartamento a Monaco di Baviera durante la seconda guerra mondiale. La disfatta di Stalingrado ha dato un brusco scossone al consenso nazista, e sono in molti ora a dubitare dei successi di Hitler. Sophie e Hans vengono arrestati dopo essere stati scoperti a distribuire volantini contro il regime per l'università e Sophie trascorre giorni tra interrogatori con l'ufficiale Mohr e conversazioni con la sua compagna di cella Else, una ragazza dagli ideali comunisti. Sophie non vuole mollare e nega tutto quello che può, creandosi continuamente alibi. Nonostante ciò Mohr riesce a farle confessare, anche grazie ad un'indagine nel suo appartamento, la sua appartenenza alla "Rosa Bianca", ma non i nomi degli altri membri dell'organizzazione clandestina. Un altro ragazzo della Rosa Bianca viene però trovato e anche lui interrogato. Poco dopo la firma della confessione, la giovane viene condotta in tribunale, presieduto da Roland Freisler, noto giurista del Terzo Reich e giudice-boia di Hitler, che era un commissario sovietico e adesso deve riabilitarsi. Il processo si rivela una farsa. Condannati a morte, i tre vengono giustiziati con la ghigliottina lo stesso giorno, dopo un ultimo saluto ai genitori, sconvolti ma fieri dell'operato dei figli.

## Riconoscimenti
- Premio Oscar
  - Candidatura all'Oscar al miglior film straniero
- Festival di Berlino
  - Orso d'argento per il miglior regista
  - Orso d'argento per la migliore attrice
- European Film Awards 2005
  - miglior attrice (Julia Jentsch)